# Wolfgang Osthoff
Wolfgang Osthoff (* 17. März 1927 in Halle; † 29. Juli 2008 in Würzburg) war ein deutscher Musikwissenschaftler und Professor (Ordinarius) für historische Musikwissenschaft an der Julius-Maximilians-Universität in Würzburg.

## Leben
Als Sohn des Musikwissenschaftlers Helmuth Osthoff 1927 in Halle an der Saale geboren, erhielt Wolfgang Osthoff seine musikalische Ausbildung bei Kurt Hessenberg (Tonsatz) und Kurt Thomas (Dirigieren) in Frankfurt am Main.  Er studierte Musikwissenschaft bei seinem Vater und bei Thrasybulos Georgiades, von dem er 1954 in Heidelberg promoviert wurde und bei dem er sich 1965 in München habilitierte. Studien in Philosophie (u. a. bei Hans-Georg Gadamer) und Mittellatein befähigten ihn, die Musik in einem umfassenden Kontext zu begreifen. Sein zweijähriger Studienaufenthalt von 1955 bis 1957 in Italien festigte seine Liebe zur italienischen Musik. Von 1968 bis 1995 war er Ordinarius für Musikwissenschaft an der Julius-Maximilians-Universität Würzburg. Auch nach seiner Emeritierung lehrte er bis zuletzt im Musikwissenschaftlichen Institut. 
Wolfgang Osthoff war in nationalen wie internationalen wissenschaftlichen Gesellschaften und Akademien tätig; so betreute er über ein Vierteljahrhundert die Musikwissenschaft am Deutschen Studienzentrum in Venedig. Er wirkte auch an den Projekten der Musikhistorischen Kommission der Bayerischen Akademie der Wissenschaften München mit. Er war Präsidiumsmitglied der Hans-Pfitzner-Gesellschaft, wissenschaftliches Mitglied bzw. im Beirat des Deutschen Studienzentrums Venedig, des Istituto Nazionale di Studi Verdiani Parma, des Beethoven-Hauses Bonn, der Musikhistorischen Kommission der Bayerischen Akademie der Wissenschaften sowie der Stefan-George-Gesellschaft Bingen. Die Universität La Sapienza in Rom verlieh ihm die Würde des Ehrendoktors.

## Werk
Die wesentlichen Arbeitsgebiete des wissenschaftlich weit ausgreifenden Gelehrten waren die italienische Musik des 15. bis 19. Jahrhunderts, hier besonders das Schaffen von Claudio Monteverdi und Giuseppe Verdi, die Wiener Klassik mit Schwerpunkt auf Ludwig van Beethoven sowie die Musik der ersten Hälfte des 20. Jahrhunderts. Hier galt seine besondere Aufmerksamkeit den Werken von Hans Pfitzner und Gerhard Frommel, mit dem ihn eine tiefe Freundschaft verband. Bei seinen Überlegungen zum Verhältnis von Musik und Sprache hatte für ihn das Werk Stefan Georges eine herausragende Bedeutung. 